# Septoria lycopersici
Septoria lycopersici Pass. – gatunek grzybów z klasy Dothideomycetes. Według Index Fungorum takson niepewny. Pasożyt pomidora (Solanum lycopersicum). Grzyb mikroskopijny, endobiont rozwijający się w tkankach roślin. Wywołuje chorobę roślin o nazwie septorioza pomidora.

## Systematyka i nazewnictwo
Pozycja w klasyfikacji według Index Fungorum: Septoria, Mycosphaerellaceae, Capnodiales, Dothideomycetidae, Dothideomycetes, Pezizomycotina, Ascomycota, Fungi.
Takson ten opisał Carlo Luigi Spegazzini w 1882 r. na pomidorze zwyczajnym w Buenos Aires w Argentynie.

## Morfologia
Objawy na porażonych roślinach
Na obydwu stronach porażonych liści powstają okrągławe plamy o średnicy do 5 mm. Początkowo są zielonobrązowe lub brązowe z ciemnobrązową obwódką, potem ich środek staje się szarobrązowy lub żółtobrązowy. Zazwyczaj są bardzo liczne i łączą się z sobą zajmując znaczną część powierzchni liścia. Silnie porażone liście obumierają. 
Cechy mikroskopowe
W obrębie plam tworzą się pyknidia o średnicy 80–160 μm. Powstają na obydwu stronach liści, ale na górnej jest ich dużo więcej. Tworzą się podskórnie, lub są mniej lub bardziej zanurzone w warstwie miękiszu palisadowego. Na ich wewnętrznej ścianie na konidioforach powstają proste lub nieco wygięte, nitkowate konidia o wymiarach 150–108 (–126) × 2–2,5 μm, z 3–8 przegrodami. Wydostają się przez pojedynczą, czasami otoczoną ciemniejszymi komórkami ostiolę o średnicy 58–88 μm.
Znana jest tylko postać bezpłciowa (anamorfa).

## Występowanie
Znane jest występowanie tego gatunku w licznych krajach Europy, w Azji, Ameryce Południowej, Środkowej i Północnej i w Australazji.